# Damien Folkerts
Damien Folkerts (Voorburg, 29 november 1984) is een Nederlands korfbalcoach. Hij is als coach in de Korfbal League landskampioen geworden in 2019 en 2022 door met Fortuna te winnen in de zaalfinale. Hij werd samen met Ard Korporaal uitgeroepen tot Beste Korfbal Coach in 2018 en 2019.

## VEO
Folkerts speelde zelf bij VEO uit Voorburg (Zuid-Holland). Na zijn periode als speler werd hij hoofdcoach en kreeg een functie binnen het bestuur.

## Coachingscarrière
Folkerts ging in 2012 aan de slag bij het Delftse Fortuna. Hij was hier coach van de A1 jeugd.
Na 1 seizoen de A1 te hebben gedaan, ging Folkerts door naar de seniorenselectie. Van 2013 t/m 2015 was hij de coach van Fortuna 2.
Na 2 seizoenen Fortuna 2 verruilde Folkerts Fortuna voor Deetos. In zijn eerste seizoen, 2015-2016 was hij assistent coach, maar in 2016-2017 was hij hoofdcoach van de ploeg.
Helaas voor Folkerts werd Deetos in deze 2 seizoenen 3e in de Hoofdklasse en liepen daardoor net de play-offs mis.

## Fortuna
In 2017 ging Folkerts terug naar Fortuna in Delft. Fortuna stond op dat moment al een aantal jaar onder leiding van het coachingsduo Ard Korporaal en Joost Preuninger. Preuninger besloot in 2017 te stoppen als coach. Zodoende kwam er een coachingsplek vrij naast Ard Korporaal. Folkers vulde deze plek op.
In het eerste seizoen van Folkerts deed Fortuna goede zaken. Het haalde de play-offs en daarmee was de grootste doelstelling bereikt. Wat vriend en vijand verraste, was dat Fortuna de play-offs won van de PKC, een ploeg die werd gezien al beter en talentvoller. Fortuna mocht daarom aantreden in de Korfbal League finale van 2018 in Ziggo Dome. Helaas verloor Fortuna deze finale.
Het tweede seizoen van Folkerts bij Fortuna ging ook voortvarend. Het seizoen werd fantastisch gestart en Fortuna klopte in het begin van de competitie de titelhouder TOP en de andere titelfavoriet PKC. Fortuna verloor na een goede start wat grip op het seizoen, maar werd uiteindelijk 4e in de competitie. In de play-offs liet Fortuna de titelhouder TOP ver achter zich en plaatste zich gemakkelijk voor de finale. Dit maal werd de finale in Ziggo Dome wel gewonnen en hiermee was Fortuna voor de eerste keer in de geschiedenis van de Korfbal League kampioen.
Fortuna mocht als Nederlands zaalkampioen deelnemen aan de Europacup van 2020. Fortuna won de poulewedstrijden en stond in de finale tegen het Belgische Kwik. Fortuna won de finale met 34-18, waardoor het ook de Europacup veroverde.
In eigen competitie in seizoen 2019-2020 deed Fortuna ook goede zaken. Fortuna lag in beide competities (veld en zaal) op play-off koers, echter gooide COVID-19 roet in het eten. Beide competities werden stilgelegd en niet meer uitgespeeld.
Voor Seizoen 2020-2021 had Fortuna zich weer iets aanvallender gemaakt, door zich te versterken met Harjan Visscher. Het wierp vruchten af, want Fortuna plaatste zich ongeslagen voor de play-offs. In een andere opzet (vanwege COVID-19) won Fortuna de eerste play-off ronde van LDODK en in de tweede play-off ronde werd gewonnen van Koog Zaandijk, waardoor Fortuna voor het derde jaar op rij in de zaalfinale stond. In deze finale bleek echter PKC te sterk met 22-18.
In seizoen 2021-2022 deed Fortuna wederom goede zaken in de zaalcompetitie. De ploeg was versterkt met Mick Snel en Celeste Split en dat had positief effect op de ploeg. Gedurdende het reguliere seizoen verloor Fortuna slechts 1 wedstrijd en plaatste zich als nummer 1 voor de play-offs. In de play-offs trof Fortuna concurrent Koog Zaandijk, maar Fortuna won in 2 wedstrijden. Hierdoor plaatste Fortuna zich voor het 4e jaar op rij voor de zaalfinale. In de finale was PKC de tegenstander. In een Ahoy, waar weer publiek bij mocht zijn, werd het een spannende wedstrijd. Fortuna won de wedstrijd met 22-21, waardoor het weer Nederlands zaalkampioen was.
In seizoen 2023-2024 was het net-niet voor Fortuna. Lange tijd streed de ploeg mee voor een plek bij de bovenste 4, maar na 18 competitieduels stond Fortuna met 21 punten op de 5e plek. Hierdoor plaatste Fortuna zich niet voor de play-offs.
Iets later, in de veldcompetitie deed Fortuna wel goede zaken. De ploeg ging ongeslagen naar de kruisfinale, waar Fortuna met 12-11 PKC versloeg. Hierdoor plaatste Fortuna zich voor het tweede jaar op rij voor de Nederlandse veldfinale. Echter ging het in de finale tegen DVO mis; Fortuna verloor de finale met 20-13 waardoor de ploeg genoegen moest nemen met de 2e plaats van Nederland.

## Erelijst als coach
- Korfbal League kampioen, 2x (2019, 2022)
- Europacup kampioen, 1x (2020)
- Prijs voor Beste Coach, 2x (2018, 2019)